# Constituons!
 (février 2021).
Constituons! est une pièce inspirée du théâtre documentaire présentée au Québec de juin à décembre 2019. Elle observe le processus par lequel Christian Lapointe a lancé et guidé le projet de faire rédiger une constitution citoyenne pour le Québec par 42 citoyens tirés au hasard parmi une banque d’internautes, utilisant le théâtre comme forme d’agora populaire. Seul en scène, l'artiste s'accompagne d'un dispositif scénique imposant afin de faire traverser à l'auditoire un spectacle qui, selon l'Institut du Nouveau Monde, « cherche à mettre en relation théâtralité, communauté et politique ».
En se servant de l’art comme prétexte, l’artiste dit vouloir stimuler des débats et créer une arène non partisane afin de discuter de l’avenir du Québec.
L’entreprise dure environ trois ans et mène au véritable dépôt d’une proposition de constitution québécoise à l’Assemblée nationale du Québec ainsi qu’à l’Assemblée des Premières Nations du Québec et du Labrador.
L’œuvre est publiée aux éditions Les Herbes Rouges dans la collection scène_s.

## Résumé de l’œuvre
La pièce Constituons! est construite à partir d'une expérience aussi citoyenne que politique et aborde le thème de l'identité québécoise. Le spectacle a entre autres pour enjeu de réfléchir à cette dernière via un projet de société non partisan, soit la rédaction collective d’une constitution. Celle-ci est réalisée préalablement aux représentations grâce aux démarches de Christian Lapointe et de ses collègues.
La pièce se veut être un signal pour passer à l’action et relève les « absences » dans la vie citoyenne des résidents de la province. Se réclamant à la fois être au service de la politique et être politique lui-même, le produit demande d’ouvrir un dialogue par et pour la société québécoise.
Le spectacle présente le document qui a été façonné par le volet constitutionnel de l'œuvre et en explique la genèse, la construction et la culmination d’un point de vue artistique, social et financier à la manière d’une histoire dont Christian Lapointe a été le témoin et l’acteur. L'œuvre prend donc la forme d’une présentation de ce dernier, bien qu’il soit accompagné d’un important dispositif scénique aussi sonore que visuel. Ledit dispositif permet d'incarner différentes personnes, de filmer l’audience en direct, de présenter des extraits d’archives, etc.

## Processus de création
En mai 2017, Christian Lapointe contacte Isabelle Mandalian pour lui parler d’une question qu’il a: d’où parle-t-il lorsqu’il écrit? De cette interrogation en découlent d’autres, notamment concernant l’identité québécoise. Il invite alors sa partenaire à embarquer avec lui dans le projet d’écrire une constitution du Québec sous le couvert du théâtre.
L’artiste pense qu’un projet de constitution devrait nécessairement provenir de la société civile, puisqu’un parti politique qui voudrait le réaliser serait vraisemblablement destitué. Christian Lapointe, selon ses propres mots, décide de proposer une « recherche artistique et académique qui combine art et citoyenneté », s’inspirant de Denys Tremblay, l’autoproclamé « Roi de l’Anse St-Jean », qui a fait d’une micro monarchie son projet de postdoctorat en art contemporain en 1997. Il s’est aussi inspiré du projet qu’avait Québec solidaire d’une constituante ouverte avant que le parti politique ne s’oriente plutôt vers une constituante fermée,. Christian Lapointe suggère de voir l'œuvre comme une performance aux retombées légales et contacte l'Institut du Nouveau Monde pour l'aider dans sa démarche.
En mai 2018, Constituons! est annoncé, cela lors d’une conférence de presse à la Bibliothèque nationale du Québec. L’équipe de production rassemble ensuite un échantillon en passant par l’entremise de la firme de sondage Léger 360. Les responsables du projet affirment n'avoir déployé qu’une fraction du prix que le gouvernement pourrait investir dans un tel projet et que ce dernier pourrait qui plus est user des listes électorales afin de monter un échantillon plus représentatif encore de la population québécoise. La firme, n’ayant pas accès à de telles données, se base plutôt sur des critères tels que la langue, le sexe, la classe sociale, la scolarité, etc. afin de recruter les 42 personnes demandées par l’Institut du Nouveau Monde. Dès juin 2018, l’assemblée constituante est formée dans sa totalité,.
Les constituants et constituantes sont réunis pour la première fois les 25 et 26 août 2018. Lors de l’assemblée d’inauguration du projet, présidée par Daniel Turp et Claudia P. Prémont, des conférenciers et des conférencières informent les participants des tâches qu’ils ont à accomplir afin de monter une constitution valide. Ils rencontrent Johanne Poirier de l’Université McGill, professeur titulaire et membre de la Chaire Peter MacKell sur le fédéralisme; André Larocque, ancien sous-ministre; Benoît Pelletier de l’Université d’Ottawa, professeur titulaire à la Faculté de droit; Geneviève Motard de l’Université Laval, professeure agrégée de la Faculté de droit ainsi que Mélanie Samson de l’Université Laval, elle aussi professeure agrégée de la Faculté de droit.
Les constituants et constituantes sont ensuite réunis pour la deuxième fois les 21 et 22 octobre 2018 à l’Université du Québec à Montréal, dans le but de former six commissions thématiques.
Ces commissions sont:
1. Préambule, valeurs et principes, symboles nationaux;
2. Droits et devoirs fondamentaux;
3. Institutions et pouvoirs (législatif, exécutif et judiciaire);
4. Organisation territoriale et attribution des compétences régionales et municipales;
5. Partenariats autochtones, affaires canadiennes et relations internationales;
6. Procédures de révision et participation citoyenne.

Le projet Constituons! propose un questionnaire en ligne ainsi qu'une invitation ouverte à présenter des mémoires. D’une part, 2 163 personnes répondent au questionnaire en ligne et 1 561 le complètent. D’autre part, 41 contributions sont reçues à la suite de l’appel de mémoires.
De novembre 2018 à février 2019, l’Institut du Nouveau Monde organise des forums citoyens dans une dizaine de théâtres participants sur le territoire québécois. Ces consultations publiques visent à enrichir les réflexions des constituants et constituantes en demandant à des citoyens extérieurs au projet de répondre à des questions concernant les commissions thématiques trouvées en octobre 2018. C’est un total de 254 personnes qui participent aux dix forums citoyens. Ceux-ci sont répartis dans le temps et sur le territoire:
1. Baie-Comeau, 21 novembre 2018, à l’Espace K Théâtre;
2. Rimouski, 22 novembre 2018, au Théâtre du Bic;
3. Carleton-Sur-Mer, 24 novembre 2018, au Théâtre À tour de rôle;
4. Montréal, 16 janvier 2019, à la Salle Jean-Claude Germain;
5. Longueuil, 26 janvier 2019, au Théâtre de la Ville;
6. Québec, 28 janvier 2019, au Théâtre Périscope;
7. Victoriaville, 5 février 2019, au Théâtre Parminou;
8. Rouyn-Noranda, 9 février 2019, au Le Petit Théâtre du Vieux Noranda;
9. Sherbrooke, 13 février 2019, au Centre des arts de la scène Jean-Besré;
10. Gatineau, au Centre Wakefield La Pêche;
11. Jonquière, 20 février 2019, à la Bibliothèque de Jonquière.

Tout est documenté dès le début du projet. Les courriels sont conservés, les réunions sont enregistrées et un documentaire indépendant est réalisé par l’équipe d’Alexis Chartrand. Christian Lapointe refuse de sous-estimer la quantité de matériel dont il pourrait avoir besoin pour construire le spectacle et il désire archiver les péripéties de la constitution sans faire de hiérarchie prédéfinie.
Dès décembre 2018, Christian Lapointe réunit concepteurs scéniques, dramaturge et assistant-metteur en scène afin d’explorer diverses possibilités pour le spectacle. Ils décident d’exploiter le média de la représentation et de bâtir des scènes, un décor, un dispositif et une dramaturgie. L'équipe a notamment avancé le projet lors d’une résidence de création au Théâtre du Bic.
Puis, les 6 et 7 avril 2019, après des mois de travail, les constituants et constituantes sont invités à l’assemblée de propositions, une dernière réunion dont l’objectif est d’identifier les articles à garder dans la constitution qui serait proposée à la population québécoise.
La constitution est finalement déposée à l’Assemblée nationale le 29 mai 2019 par Catherine Fournier, laquelle est accompagnée de Christian Lapointe, du constitutionnaliste Daniel Turp, de l’ex-bâtonnière du Québec Claudia P. Prémont et d’une dizaine de constituants et constituantes. C’est à trois jours de la première théâtrale et le document est remis en mains propres à Sonia Lebel, alors ministre de la Justice.
L’Institut du Nouveau Monde présente un Rapport synthèse de la consultation citoyenne, soit un document de plus d’une centaine de pages présentant en partie la démarche du projet, son contexte et son mandat, un résumé des contributions ayant donné suite aux commissions ainsi que des annexes complétant les analyses faites durant le processus. Christian Lapointe affirme pour sa part qu’il a lancé une démarche qui estompe la ligne entre la représentation et le réel et dont les retombées appartiennent à la société civile.

## L’œuvre

### En tant que pièce de théâtre
Pendant environ trois heures, l’artiste Christian Lapointe est seul en scène pour animer les différentes parties de l'œuvre. Il joue de manière intense, alternant entre différents tons de voix et gesticulant tout au long de la représentation. Aidé par un dispositif scénique complexe composé notamment d’accessoires, de décors, de micros, d’une caméra, d’éclairages variés, d’une bande sonore, d’images et de séquences documentaires projetées sur un écran, l’artiste raconte comment s’est déroulé le processus qui a mené à la rédaction d’une constitution de 80 articles et quelles réflexions en découlent.  Le spectacle fait un usage important de textes, de courriels, de lettres de motivations, de questionnaires, de mémoires, de commentaires et de montages numériques divers qui ont véritablement contribué au projet à un moment ou à un autre.
Sur scène, l’homme se déplace et interagit avec classeurs, figurines, bureau et autres objets qui ont été placés là dans l'objectif d’illustrer ses propos et de les rendre dynamiques. Les sens du public se retrouvent à plus d’une reprise surchargés par l’abondance d’informations visuelles et auditives qu’offre le spectacle - ou l’hypermédiatisation des échanges, comme le nomme Hélène Matte - , un effet désiré par l’artiste dans le but de forcer ses spectateurs à mettre de côté l’analyse rationnelle, à diriger son attention de manière volontaire et à rester attentifs. En mêlant ainsi des procédés théâtraux pour raconter le réel et en présenter des archives, l'œuvre peut être qualifiée de théâtre documentaire.
La représentation peut se décliner, de manière générale, en trois « spirales », soit la mise au jeu (l’explication du processus), la mise en scène et en abyme (l’illustration de l’aspect théâtral de l’exercice) ainsi que la mise en demeure (l’espace laissé aux questions autochtones).
Le langage est familier et rend accessibles les nombreux concepts vulgarisés durant la représentation[réf. nécessaire].

#### Division des scènes
L’œuvre fait passer les spectateurs au travers de 16 segments, d’une annexe et d’une postface. À plus d’une reprise, le lourd appareillage de la scène  embrouille les sens des spectateurs en mêlant images, discours et sons.
Ces segments sont organisés en deux parties, avant et après l'entracte.
La première scène, « Les deux mains sur le volant », met en scène Christian Lapointe avec un double de lui-même. Accompagné d’une ancienne vidéo promotionnelle dans laquelle il explique le projet en conduisant sur une autoroute reliant Québec et Montréal, il jette les bases de la démarche en expliquant que la population québécoise est en droit de se doter d’une constitution. Celle-ci serait rédigée par 42 citoyens représentatifs pigés au hasard. L’artiste décrit son exercice comme étant non partisan et précise qu’il faut laisser aux Premières Nations le rôle qu’elles désirent y prendre. Il conclut en expliquant que la pièce de théâtre entourant le processus serait présentée comme un divertissement. Cela se veut être une pique à l’égard de Justin Trudeau, alors premier ministre du Canada, qui en 2017 a refusé de rouvrir le débat constitutionnel au Québec en expliquant que cela distrairait la population d’enjeux autrement pertinents.
La deuxième scène, « Ils et elles ont donné », laisse défiler sur un écran les noms des personnes ayant donné de l’argent au projet ainsi que les logos des compagnies théâtrales y ayant contribué. Il est précisé dans la pièce qu’une musique classique, « presque royale », devrait jouer.
La troisième scène, « Une Constitution du Québec? », donne à Christian Lapointe des allures de conférencier. Celui-ci s’aide de figurines qu’il place devant une caméra qui les rediffuse en direct et en gros plan afin de faire un survol historique. Il explique d’où vient l’idée de doter la province d’une constitution, ce qu’est une constitution et pourquoi ce projet comporterait une lourde charge émotive dans l’imaginaire collectif québécois. Il réaffirme l’esprit non partisan de son propre exercice et qualifie son processus de « constituante ouverte ». Cette scène introduit l’Institut du Nouveau Monde ainsi que sa mission.
La quatrième scène, « Tiré.e.s au sort!? », présente comment les 42 constituants et constituantes ont été sélectionnés par l’Institut du Nouveau Monde lors d’un tirage au sort fait « selon des critères de représentation territoriale et démographique ». Il détaille comment le processus a pris forme dans le temps grâce à divers organismes, cela en précisant quelles contraintes les guidaient et quelles difficultés leur ont nui.
La cinquième scène, « Les quarante et un », permet à Christian Lapointe de présenter les 41 personnes qui ont finalement discuté et rédigé la constitution. Il lit les notices biographiques de chaque participant tandis qu’on affiche une photo d’eux à l’écran.
La sixième scène, « Option régions », diffuse deux lettres ouvertes sur un écran. Celles-ci sont publiées dans le journal Le Devoir. De manière auditive, le public entend un extrait radiophonique d’une entrevue de Denis Trottier, président fondateur d’Option Région, avec Christian Lapointe.
La septième scène, « Qui avez-vous rencontré? », présente une série de questions posées par une voix robotique préenregistrée. Elles concernent notamment les rencontres qu’a faites Christian Lapointe durant le processus. À l’écran, des noms, des courriels, des lettres et un montage financier sont montrés.
La huitième scène, « À l’ombre de l’Assemblée nationale, vue d’un périscope », montre des extraits vidéos captés lors de l’assemblée d’inauguration, qui a donné le coup d’envoi au projet en faisant rencontrer aux constituants et constituantes diverses personnes-ressources pour les guider dans leurs travaux.
La neuvième scène, « Des questions à élaborer », montre des enregistrements vidéos, ceux-là datant d’une assemblée de questions d’octobre 2018. Durant cette scène, les six commissions thématiques retenues pour la constitution sont présentées. À la fin, une cacophonie s’élève et, juste avant que l’entracte ne soit déclaré, Christian Lapointe urine sur un érable miniature pendant que l’hymne national du Canada joue.
La dixième scène, « Posons les questions! », est la première au retour de l’entracte. Durant celle-ci, Christian Lapointe résume le fonctionnement des assemblées ayant eu lieu, puis parle des forums citoyens qui ont pris place dans la province durant le processus constitutionnel. Ensuite, une phase d’interactions avec le public prend place. Chaque spectateur s’est vu remettre un numéro lors de son entrée dans la salle. Lors de ce qui est présenté comme un jeu, l'artiste pige des numéros au hasard et va poser des questions aux spectateurs concernés, un à la fois. Ces questions relèvent des commissions thématiques abordées par les constituants et constituantes dans leurs travaux. Après quelques explications, un deuxième jeu est présenté aux spectateurs : durant celui-ci, ils sont invités à participer en levant des cartons colorés afin de voter sur des propositions que leur fait Christian Lapointe, lesquelles concernent d’une part la politique québécoise et, d’autre part, le spectacle lui-même.
La onzième scène, « Les réponses aux questions », fait découvrir un Christian Lapointe qui se met en scène « à la manière de deux commentateurs sportifs » afin de présenter « les faits saillants ainsi que la synthèse de la consultation publique », selon la pièce elle-même. Il aborde notamment la question de l’identité québécoise et les désirs de la population de la province.
La douzième scène, « Les mémoires », explique aux spectateurs que 41 mémoires ont été offerts à Christian Lapointe et à son équipe dans le cadre du processus constitutionnel. Accompagné de piano, l’artiste fait la lecture de l’un d’entre eux tandis que les titres des autres défilent à l’écran. Une entrevue avec un constituant est présentée, de même qu’un courriel.
La treizième scène, « Assemblée de propositions », présente des séquences du dernier rassemblement de l’assemblée constituante. Le public assiste, entre autres choses, à une entrevue avec Ghislain Picard, de l’Assemblée des Premières Nations du Québec et du Labrador, qui se réjouit de l’opportunité de tenir un dialogue entre les Premières Nations et la population non autochtone du Québec.
La quatorzième scène, « Ulysse veut rentrer à la maison (et le théâtre?) », explique les liens qu’entretient Constituons! avec L’Odyssée, lien proposé par Marie-Claude Verdier, dramaturge du projet. Christian Lapointe explicite ce lien et se transforme lui-même en Ulysse grâce à des accessoires présents sur scène.
La quinzième scène, « On a tou.te.s des opinions (surtout sur Facebook) », donne une voix à nombre de personnes qui ont commenté sur la page Facebook du théâtre Carte Blanche. Christian Lapointe, accompagné d’une musique rock et lisant un papier qui s’étale sur plusieurs mètres, présente des opinions issues des réseaux sociaux par rapport au projet.
La seizième scène, « Tocqueville, De la démocratie en Amérique », est une lecture de l'œuvre mentionnée dans le titre même de la scène, écrit par Alexis de Tocqueville. Celle-ci parle des humains et du pouvoir.
L’annexe, « La Constitution citoyenne du Québec », est la constitution elle-même, celle que Catherine Fournier a déposée à l’Assemblée nationale et qui a été votée par 39 constituants et constituantes. Les Québécois se verraient, selon la constitution, comme une société équitable, ouverte, pacifique, modérée, inclusive et progressiste,,.
La postface, « Pour un projet constitutionnel avec les Peuples autochtones »,  est offerte par Alexandre Bacon, membre de la communauté innue de Mashteuiatsh et conseiller stratégique pour plusieurs organisations autochtones. Ce dernier, présenté à l’écran par le biais d’une vidéoconférence, parle des épreuves auxquelles les communautés autochtones canadiennes et québécoises ont fait face par rapport à leurs pairs de descendance européenne. Celui-ci fait aussi le point concernant les enjeux que soulèverait la co-rédaction d’une constitution entre les Peuples autochtones et la société québécoise non autochtone. Cette intervention a été jugée nécessaire par Christian Lapointe afin de compenser au fait qu’aucun constituant recruté n’était autochtone et ce, malgré les essais de l’Institut du Nouveau Monde. Par ce complément d’information, l’artiste rappelle aux spectateurs qu'il souhaite que toute constitution pour la province de Québec soit négociée respectueusement avec chaque nation autochtone.

### En tant que processus constitutionnel
L’Institut du Nouveau Monde, qui veut encourager l’engagement du citoyen envers la vie démocratique du Québec, dirige le processus constitutionnel avec la même rigueur que si c'était une commande du gouvernement. L’organisme fait tirer au hasard dans toutes les régions administratives de la province 42 individus représentatifs de la société québécoise. Ceux-ci se rencontrent plusieurs fois au cours d’une année afin de discuter d'enjeux sociaux dans l’idée d’élaborer des articles constitutionnelles qui répondraient aux valeurs du peuple québécois.
Le processus est financé par des fonds publics à une hauteur d’environ 250 000 $. Une telle somme peut être amassée notamment par le fait que la démarche citoyenne soit présentée comme une œuvre d’art, ce qui, selon Christian Lapointe, semblerait lui ôter sa dangerosité auprès de différentes organisations. C’est un mince budget comparativement à celui de la Colombie-Britannique, qui a alloué plus de cinq millions de dollars à l’écriture et à l’adoption de sa propre constitution. Selon Philippe-Antoine Lupien, de Voir, cette différence de ressources permettrait au gouvernement du Québec de mobiliser une plus grande proportion de la population et d’inclure les anglophones, les immigrants et les peuples autochtones.
L’objectif avoué de Christian Lapointe est que le document mène à la véritable adoption d’une constitution par le Québec. Questionnant au passage la valeur donnée à un texte issu du milieu théâtral et de la société civile, il souhaite que nul politicien ne puisse ignorer le processus que ses partenaires, les 41 constituants et constituantes ainsi que lui-même ont traversé pour rédiger les 80 articles de leur proposition. Tenant au caractère non partisan de l’exercice, il estime qu’il n’existe pas de meilleure méthode que de piger aléatoirement des participants qui soient représentatifs de la société concernée. L’artiste a insisté sur le fait que grâce au caractère artistique de la manœuvre, les constituants et constituantes n’ont pas vu leurs opinions être influencées par des lobbyistes - ce qui lui apparaît comme une protection nécessaire pour tout citoyen impliqué dans un tel processus. Il se réjouit aussi de l’idée d’une constitution rédigée par des citoyens, pour des citoyens, puisqu’il lui semble essentiel qu’une loi fondamentale soit accessible à tous.

## Analyse

### La constitution
La Constitution citoyenne du Québec proposée par Constituons! a comme priorités l’éducation, la culture francophone ainsi que la préservation de l’environnement, cela dans un désir de liberté et d’inclusion. Elle s’intéresse au sort des cultures autochtones du Québec ainsi qu’aux enjeux numériques de l’ère contemporaine. Elle décrit la population québécoise comme une nation pacifique et humanitaire.
La protection de l’environnement comprend à elle seule près d’une quinzaine des quatre-vingt articles qui constituent le document. Ceux-ci veulent notamment donner une personnalité juridique au fleuve Saint-Laurent (article 53) ainsi que promettre un environnement sain (article 10) aux Québécois et Québécoises. Malgré ses lacunes, le texte prévoit défendre l’eau potable et les écosystèmes afin de tenter de contrer la crise environnementale perçue dans le monde actuel.
La langue française y est considérée comme un pilier rassembleur de l’identité québécoise et la bienveillance constitutionnelle à l’égard de la langue dépasse les frontières de la province. Dès le début du document, la langue française est considérée « comme langue officielle et comme le véhicule privilégié pour assurer la valorisation des variantes culturelles du territoire, la cohésion sociale de sa population et sa représentativité au plan international ».
L’article 61, pour sa part, protège les peuples autochtones en engageant le Québec à « protéger et promouvoir l’histoire, les cultures, les langues autochtones et la transmission du savoir autochtone (...) », à « assurer l’enseignement de l’histoire des Premiers Peuples, tel que déterminé avec la pleine participation et contribution de ceux-ci » ainsi qu’à « valoriser la diversité de l’héritage culturel des peuples autochtones (...) », selon le document lui-même.
Enfin, concernant le numérique, la constitution prévoit reconnaître le droit à du contenu québécois de qualité, le droit à l’information, le droit à la vie privée et à la sécurité numérique ainsi que le droit à l’oubli grâce aux articles 11, 12, 13 et 14, respectivement.
D’autres dispositions prévoient toucher une multitude de sujets, par exemple en éliminant toute référence à la monarchie dans le système québécois (article 79), en permettant des référendums d’initiative populaire (article 70)  ou en établissant que le vote est un devoir moral autant qu’un droit (article 20). Elle prévoit faire du Québec un système présidentiel grâce aux articles 22 à 28 et précise, via l’article 62, que la province « ne concède aucune compétence autre que celles négociées d’égal à égal dans un véritable contexte confédératif », conférant plus d’autonomie à la province. Le document prévoit aussi la modification du mode de scrutin ou la possibilité de révoquer des élus, croyant que le système électoral devrait refléter le vote populaire, garantir la représentativité des régions et assurer la complicité entre les citoyens et les élus.

### Portée sociopolitique du projet
Constituons!, avant même de voir le jour, fait s’interroger Christian Lapointe sur les raisons qui pousseraient les Québécois et Québécoises à s’écarter du débat constitutionnel. L’une d’entre elles serait que ni les fédéralistes, ni les indépendantistes ne voudraient assumer le projet, de crainte que les conséquences d’une constitution puissent avantager l’autre camp. Comme l'explique Jean Siag dans La Presse:   
« Les fédéralistes (...) disent que c’est un cheval de Troie des indépendantistes, parce que si ça ne rentre pas dans la Constitution canadienne, ça va entraîner une sécession du Canada. Et les indépendantistes disent que si ça rentre dans la Constitution, ça va invalider le fait qu’on n’a pas signé la Constitution de 1982 ! » 
Christian Lapointe fait de Constituons! un projet académique afin de trouver les ressources nécessaires à sa réalisation. Il aborde les sujets de pouvoir citoyen, de démocratie directe, de politique québécoise et de constituante ouverte en informant le spectateur et en le divertissant. Le projet a pour objectif de faire se questionner les Québécois et Québécoises quant à leur identité ainsi qu’à leurs désirs en tant que société. Il reviendrait ainsi au sens originel du théâtre en faisant de la salle de spectacle une agora, soit un lieu de rassemblement social et politique.
L'artiste invite à s'interroger sur les conséquences que la constitution telle que ratifiée par les constituants et constituantes aurait s’il advenait qu’elle gagne en popularité. Selon Christian Lapointe, son adoption pourrait mener à des débats concernant les lois actuelles, à un changement de statut du Québec et à maintes discussions comparent la constitution canadienne à la constitution québécoise.
Le document, une fois terminé, est présenté à l’Assemblée nationale en mai 2019 par Catherine Fournier, une députée indépendante, à la ministre de la Justice alors en place, Sonia Lebel. La députée est choisie en raison de son indépendance, signe selon Christian Lapointe qu’elle n'est soumise à aucune ligne de parti et qu’elle peut ainsi incarner le caractère non partisan du projet. La constitution est aussi présentée à Ghislain Picard, chef de l’Assemblée des Premières Nations du Québec et du Labrador.

## Équipe de création

### Christian Lapointe
Christian Lapointe est responsable de l’idéation, de la mise en scène et de l’interprétation du projet. Cet artiste fonde le Théâtre Péril en 2000 et devient le directeur artistique de Carte Blanche en 2013. Son travail est, selon Philippe Couture du Voir, « tantôt symboliste et cérébral, tantôt performatif et festif ». Christian Lapointe défend un théâtre engagé qui va à la rencontre de son auditoire et qui tente de créer avec lui un sentiment de collectivité, s'opposant à ce qu'il perçoit être une domination du réalisme et de mauvaises compréhensions de Stanislavski. D’inspiration symboliste, il refuse d’être qualifié d’hermétique, puisque selon ses propres mots, « un hermétique, c’est quelqu’un qui ne veut pas être compris, qui refuse le dialogue. Moi, je veux être compris, je veux qu’il y ait dialogue ! ».
Son œuvre se plaît à inclure les spectateurs - ou « l’assistance », comme Lapointe aime les nommer - grâce à la mise en scène. Il privilégie un jeu où l’écoute du public et de l'énergie que ce dernier transmet permet de déterminer la manière d’interpréter l'œuvre et de stimuler l’investissement des spectateurs dans le spectacle. Autrement dit, il favorise un jeu dans l’« ici et maintenant ». Andréanne Roy, dans la revue Jeu, parle d'ailleurs du « rapport d’immédiateté » dans les œuvres de Christian Lapointe, qui serait « une méthode de jeu qu’il a développée et qui permet de placer l’acteur et le public au cœur du système dramaturgique de l’œuvre ».
Il se fait remarquer en 2015 au Festival TransAmériques avec son spectacle Tout Artaud?!, une performance de plus d'une cinquantaine heures où il lit en continu les vingt-huit volumes de l'œuvre d’Antonin Artaud. Selon Isabelle Mandalian, Constituons! serait une réponse à la question: « comment se remet-on d’une rencontre aussi puissante avec le public? ».
Selon le Festival TransAmériques, la pièce est la culmination des explorations et des réflexions lancées par ses œuvres précédentes. C’est en se demandant « d’où je parle lorsque j’écris? » que Christian Lapointe commence à s’interroger sur ce qui fait de lui un artiste et un Québécois, interrogations qu’il élargit pour englober le reste de la société dans le projet identitaire qu’est la rédaction d’une constitution. Selon lui, un tel document répond à trois questions: « qui sommes-nous, que voulons-nous et comment le fait-on? »,.
Ne présentant ni une enquête ni une dramatisation, il veut amener à la vie une action politique concrète qui mobiliserait tant le spectateur que le citoyen en explorant des manques juridiques dans le quotidien québécois. Le metteur en scène, refusant de réclamer le titre de militant actif, affirme plutôt vouloir « redonner le pouvoir à une population qui se sent de plus en plus étrangère aux décisions prises en haut lieu ». Il exprime par ailleurs, lors d’un entretien avec le Théâtre Périscope, l’idée qu’un artiste ne devrait pas avoir à se défendre de servir à quelque chose et ainsi s’ancrer dans une société utilitariste. Toutefois, il croit qu’un projet peut faire œuvre utile et provoquer des réflexions pertinentes.

### Les organisations partenaires
L’Institut du Nouveau Monde permet la réalisation de l’assemblée constituante citoyenne. Il reçoit la commande de Christian Lapointe et la traite de la même manière que si c'en était une du gouvernement. Selon l'artiste, étant donné le contexte rigoureux dans lequel le texte a été rédigé grâce à ce partenaire, il serait possible de lui donner une valeur légale si le gouvernement et la population décidaient véritablement de l’adopter.
Le Centre du Théâtre d’Aujourd’hui, pour sa part, « supporte la création, la production et la diffusion d’œuvres québécoises et canadiennes d’expression française ». Il veut se dédier à la dramaturgie locale, à ses auteurs et aux réflexions modernes. Il collabore notamment à la présentation de la pièce.
Le théâtre Carte Blanche, quant-à-lui, utilise les arts visuels, performatifs et multidisciplinaires afin de présenter des pièces se voulant innovantes et contemporaines. Christian Lapointe est à sa tête.
Le Festival TransAmérique (FTA) offre pour sa part une programmation où se côtoient des disciplines et des courants artistiques aux formes variées. Il veut ouvrir le dialogue entre les cultures et les générations en mêlant des artistes de différents horizons et en favorisant des rencontres entre ceux-ci et le public. Il agit en tant que coproducteur de Constituons!.
La liste des coproducteurs sur le territoire, telle que fournie par le théâtre Carte Blanche:
1. Théâtre du Tandem (Abitibi-Témiscamingue);
2. Théâtre des Gens d’en bas (Bas-St-Laurent);
3. Théâtre Parminou (Centre-du-Québec);
4. Espace K Théâtre (Côte-Nord);
5. Théâtre du Double Signe (Estrie);
6. Théâtre À tour de rôle (Gaspésie);
7. STO Union (Outaouais);
8. Théâtre de la Rubrique (Saguenay-Lac-St-Jean);
9. Théâtre Périscope (Capitale-Nationale) (aussi en codiffusion).

Les organisations ayant soutenu le projet de manières variées,:
1. Université du Québec à Montréal dans le cadre des 50 ans de l’UQAM;
2. École supérieure de théâtre;
3. Le Fonds de développement académique du réseau de l’Université du Québec;
4. Les Fonds de recherche du Québec;
5. Le Syndicat des professeurs et professeures de l’Université du Québec à Montréal, de l’Université du Québec à Chicoutimi et de l’Université du Québec à Rimouski;
6. La Fédération québécoise des professeures professeurs d’université;
7. Confédération des Syndicats Nationaux;
8. Fédération des professionnèles;
9. Teluq;
10. Le Fonds François-Gagnon pour le théâtre de création;
11. La Fondation Chopin-Péladeau;
12. Le Théâtre Il va sans dire;
13. Conseil des arts et des lettres du Québec;
14. Conseil des arts du Canada;
15. Ville de Québec;
16. Théâtre de la Ville de Longueuil (Montérégie) (pour la tenue spéciale d’un forum citoyen);
17. Théâtre du Bic / Théâtre les gens d’en bas (pour une résidence de création).

### Les personnes partenaires
La liste des créateurs ayant contribué à la conception et/ou à la diffusion du spectacle,,:
- Participation spéciale: Alexandre Bacon;
- Assistance à la mise en scène et régie: Émanuelle Kirouac-Sanche;
- Dramaturgie: Marie-Claude Verdier;
- Scénographie: Anick La Bissonière;
- Éclairages: Martin Sirois;
- Vidéo: Lionel Arnould;
- Collaboration au contenu vidéo: Alexis Chartrand;
- Musique originale: Martien Bélanger;
- Assistance à la scénographie: Catherine Le Gall-Marchand;
- Sonorisation: Gabriel Filiatrault;
- Direction de production: Catherine Desjardins-Jolin;
- Assistance à la direction de production: Nicolas Guillemette;
- Direction technique: Mickaël Tétrault-Ménard;
- Direction technique en tournée: Simon Cloutier;
- Chargée de projet et logistique: Esther Charron;
- Communications: Isabelle Mandalian;
- Coordination administrative: Isabelle Tougne;
- Coprésident de l’assemblée constituante citoyenne et constitutionnaliste: Daniel Turp;
- Coprésidente de l’assemblée constituante citoyenne et ex-bâtonnière du Québec: Claudia P. Prémont.

La liste des constituants et constituantes ayant mené le projet à bout est disponible dans la constitution citoyenne proposée ainsi que dans la pièce de théâtre publiée par les éditions Les Herbes Rouges.

## Diffusion
L’œuvre est dévoilée dans le cadre du Festival TransAmériques ainsi que dans le cadre des célébrations des 50 ans du Centre du Théâtre d’Aujourd’hui du 1er au 4 juin 2019.
Constituons! devait être présenté dans neuf théâtres partenaires répartis sur le territoire du Québec. La pièce est finalement présentée dans huit d'entre eux:
1. À Rouyn-Noranda, elle est jouée avec le Théâtre du Tandem au Théâtre du Cuivre le 19 septembre 2019.
2. À Ville-Marie, elle est jouée avec le Théâtre du Tandem au Théâtre du Rift le 21 septembre 2019.
3. À Baie-Comeau, elle est jouée au Centre des Arts de Baie-Comeau le 2 octobre 2019.
4. À Rimouski, elle est jouée avec le Théâtre Les Gens D’En Bas et le Théâtre du Bic le 5 octobre 2019.
5. À Jonquière, elle est jouée avec le Théâtre La Rubrique au Centre culturel du Mont-Jacob le 25 octobre 2019.
6. À Carleton, elle est jouée avec le théâtre À Tour de Rôle au Studio Hydro-Québec du Quai des Arts de Carleton le 8 novembre 2019.
7. À Montréal, elle est jouée au Centre du Théâtre d’Aujourd’hui du 12 au 30 novembre 2019.
8. À Québec, elle est jouée en co-diffusion avec le Théâtre Périscope du 4 au 14 décembre 2019.
9. À Sherbrooke, elle aurait été jouée avec le Théâtre du Double Signe au Centre culturel de l’Université de Sherbrooke. La représentation, qui aurait dû être le 30 mars 2020, a été annulée en raison de la pandémie de Covid-19.

Le texte papier est disponible via les éditions Les Herbes Rouges.

## Réception

### Par la critique
De manière générale, la critique souligne l’audace et l’ambition de Christian Lapointe. Là où Constituons! marque des points, selon Luc Boulanger (de La Presse), c’est dans le talent de l’équipe de création. Celle-ci parvient selon lui à captiver l’auditoire et à le garder en alerte face à de nombreuses informations qui défilent rapidement. Christian Lapointe livre une performance où il transforme une conférence en acte poétique. L’auteur et son équipe ont su trouver un équilibre entre l’humour et le sérieux, le divertissement et le questionnement.
Michelle Chanonat (de Jeu: revue de théâtre) et Yves Leclerc (du Journal de Québec) congratulent particulièrement Christian Lapointe pour l’intensité de son jeu, la précision de ses propos, les sujets apportés et la présence scénique totale qu’il a offert tant au public qu’au projet ,. Normand Provencher (du Soleil) qualifie le spectacle d'« utile et nécessaire. »
Selon Normand Provencher (du Soleil), plusieurs segments sont trop longs ou inutiles, par exemple lors des énumérations des collaborateurs, lorsque les membres du public sont interrogés concernant des questions sociales pointues ou lorsque l'interprète s’éternise par rapport aux réactions de divers citoyens face au projet sur les réseaux sociaux. Yves Leclerc (du Journal de Québec) souligne que le spectacle « gagnerait en efficacité si l’œuvre était resserrée. »
Toutefois, l’œuvre est décrite par certains comme étant inégale et trop remplie. Les énoncés et les chiffres créent, selon la critique, un fouillis visuel et sonore qui alourdit la proposition et donne de la difficulté à dégager la théâtralité d’un trop-plein d’informations. L’exposé final d’Alexandre Bacon, bien que reconnu pour sa pertinence, apparaît néanmoins à Luc Boulanger (de La Presse) comme moins cohérent, moins clair et moins précis par rapport à l’ensemble de l’œuvre.
Jardo-Gomez au Devoir se pose en faux par rapport à cette lecture : «   Outre l’appel à l’action que portent le titre et les références littéraires convoquées (L’insurrection qui vient, Baudoin de Bodinat, Tocqueville, etc.), le fil politique qui traverse l’oeuvre est celui du rapport entre le Québec et les Premières Nations. Par concours de circonstance et contrairement à ce qui était souhaité, aucun des participants n’est issu d’une nation autochtone, point aveugle majeur, d’où la brillante idée de faire intervenir Alexandre Bacon par une vidéo en fin de spectacle alors que Lapointe a quitté la scène. Son exposé informatif passionnant permet au théâtre de réparer, en partie, ce que le projet citoyen / politique n’a pu faire. Expérience sociologique intéressante, c’est aussi le moment où plusieurs spectateurs en profitent pour partir. Là encore, il y a de la politique. Au théâtre. »
Le critique de La Presse Mario Cloutier dira sur son blogue personnel (https://mariocloutierd.com/2019/06/02/fta-un-president-et-des-ministres-non-elus-au-quebec/) : « Reste qu’il s’agit, de la part de ce créateur hors-norme, d’un apport démocratique exceptionnel à un débat dont absolument personne, à part des citoyens enthousiastes justement, ne semblent vouloir entendre parler. En tout cas, ni les politiciens ni les médias traditionnels qui ridiculisent l’idée même de cette question la plupart du temps. À l’encontre du cynisme apparent entourant la vie politique et citoyenne, Christian Lapointe donne la parole aux Québécois, oui au vrai monde!, dont se targuent de représenter quotidiennement trop de chroniqueurs et de populistes superficiels. Qui d’entre eux, maintenant, osera parler de cette Constitution citoyenne du Québec? Qui? »
Chanonat chez Jeu dira cependant de l’artiste et de son d’œuvre la chose suivante : «  Et puis il y a lui, Lapointe. Avec son intensité, son intelligence du texte, sa folie du jeu. Il fait spectacle de tout, il ose tout, donnant littéralement corps à son projet. Il vocifère, il murmure, il joue, il provoque, et l’on retrouve l’énergumène qui mène des projets plus grands que lui, ce fou génial qui voulait lire tout Artaud. »

### Par le public
Plusieurs[réf. nécessaire], comme Antoine Robitaille de QUB Radio, comparent l’œuvre de Christian Lapointe avec J’aime Hydro, de Christine Beaulieu, qui est une pièce documentaire de longue durée. Toutefois, « la différence majeure », explique lui-même l’artiste, « c’est que J’aime Hydro est basée sur une réalité existante. Ma pièce relève plus de la manœuvre, vu que j’ai dû créer la réalité à documenter. ».
Christian Lapointe affirme avoir remarqué que les questions constitutionnelles soulèvent au Québec un certain enthousiasme, indiquant qu’il croit qu’affirmer le contraire est une manœuvre pour détourner l’attention de l’opinion publique quant aux enjeux citoyens concernant les pouvoirs exécutif et législatif.

### Par l’Assemblée nationale
Le débat est amené dans l'arène politique par la députée indépendante de Marie-Victorin, Catherine Fournier, lors de la 69e séance de la 1re session de la 42e législature. Celle-ci explique que le Québec cherche depuis longtemps à se doter d’une constitution ainsi qu’à définir son identité. Elle pointe plusieurs éléments qu’il serait fondamental, selon elle, d’inclure dans le document afin de favoriser l’épanouissement de la nation québécoise. La député de Marie-Victorin insiste sur le fait qu’il faille se doter d’une constitution d’ici la fin de la législature alors en place et présente comme modèle le projet Constituons! de Christian Lapointe. À plusieurs reprises durant la séance, Catherine Fournier souligne sa conviction souverainiste.
Les représentants du gouvernement en place, soit la Coalition avenir Québec, incarnés par Sonia Lebel (alors ministre de la justice), Jean-François Simard (alors président de la commission des finances publiques), Mathieu Lévesque (alors adjoint parlementaire de la ministre de la justice) et Mario Laframboise (alors président du caucus du gouvernement), s'expriment afin de soutenir un projet de constitution qui serait effectué plus lentement. Sonia Lebel affirme qu’un ensemble de documents dans la législation québécoise forment déjà, en quelque sorte, une constitution pour le peuple et que les Québécois ne voudraient sûrement pas que le gouvernement élève en priorité l’enjeu d’une constitution formelle. La ministre de la justice rappelle que le processus ne mènerait pas automatiquement à l’indépendance du Québec. Jean-François Simard, pour sa part, souligne la sérénité des propos entendus. Il affirme qu’il faut redoubler de prudence et envisager les conséquences à long terme avant de s’engager dans un tel processus. Affirmant qu’une constitution ne saurait être l’apanage d’un seul gouvernement, d’un seul groupe ou d’un seul mouvement social, il rappelle que son parti souhaiterait y voir un geste solidaire et construit sur le long terme de manière réfléchie. Mathieu Lévesque et Mario Laframboise, quant-à-eux, rappellent l’importance du caractère non partisan d'un tel exercice.
Le Parti libéral du Québec, représenté par Christine St-Pierre (alors porte-parole de l’opposition officielle pour la protection de la langue française, en matière de relations canadiennes et en matière d’éthique) ainsi que par Kathleen Weil (alors porte-parole de l’opposition officielle en matière de francophonie canadienne), affirme que s’il faut faire le point pour redéfinir les valeurs communes des Québécois et Québécoises, il ne faut pas rejeter le fédéralisme du revers de la main. Les dames insistent sur l’importance d’obtenir l’unanimité pour un tel projet ainsi que sur le fait que le Parti libéral du Québec discute déjà de l’idée de se doter d’une constitution depuis des années.
Le deuxième groupe d’opposition, Québec solidaire, s’exprime via Sol Zanetti (alors porte-parole du deuxième groupe d’opposition en matière de souveraineté, en matière de laïcité et en matière de relations intergouvernementales canadiennes). Celui-ci, répondant à Sonia Lebel quant aux lois constitutionnelles qui seraient déjà en place au Québec, affirme que celles-ci sont colonialistes et suppriment la souveraineté des peuples. Une constitution provinciale devrait nécessairement adresser les problèmes du cadre fédéral et rendre sa souveraineté au peuple Québécois, si la nation décidait que c’était une bonne chose de s’en doter. À l’instar de certains collègues, le député s’inquiète d’une constitution qui serait élaborée dans le cadre de l’assemblée nationale, rappelant l’importance d’en faire un processus appartenant au peuple.
Le troisième groupe d’opposition s’exprime via la voix de Pascal Bérubé (alors chef), du Parti québécois. Celui-ci rappelle d’emblée la conviction indépendantiste de ses membres, puis appuie l’idée de former une constitution québécoise, peu importe la forme qu’elle prendrait.
À la conclusion de la séance, Catherine Fournier salue l’ouverture du gouvernement en place, affirmant toutefois sa surprise quant au fait que celui-ci ne veuille pas aller plus loin. La député de Marie-Victorin souligne le fait que tant la jeunesse de la Coalition avenir Québec que celle du Parti libéral du Québec abonde dans le sens d’une constitution et qu’en outre, le projet figurait sur le cahier des résolutions de la Coalition avenir Québec en 2015.

## Contexte historique du projet

### La constitution et le Québec
Une constitution est la loi fondamentale d’un État et toute forme d’autorité doit s’y référer dans l’exercice de ses fonctions. Tout droit, toute compétence et tout pouvoir doit être pensé et appliqué en conformité avec ce qui y est stipulé. La constitution du Canada s'incarne dans un ensemble de documents incarnant la loi suprême du pays. Ils se déclinent notamment en trois textes: l’Acte de l’Amérique du Nord britannique de 1867, qui a créé la Confédération; le Statut de Westminster de 1931, qui reconnaît la souveraineté des pays membres de l’Empire britannique, et enfin l’Acte constitutionnel de 1982 et son annexe, qui excluent les lois britanniques du droit canadien. Elle affirme que toute province peut se doter d’une constitution et la Colombie-Britannique l’a par ailleurs fait en 1996.
En 1981, le premier ministre Pierre Elliott Trudeau rapatrie la Constitution canadienne au Canada afin de s’affranchir de la tutelle britannique. Dès lors, des débats ont lieu quant à la répartition des pouvoirs entre le palier fédéral et les paliers provinciaux, ce qui engendre une rencontre entre Trudeau et les premiers ministres des provinces. Durant celle-ci a lieu ce que les Québécois appellent la « Nuit des longs couteaux », durant laquelle neuf premiers ministres provinciaux de l’époque concluent un accord avec Pierre-Elliott Trudeau durant la nuit en l'absence de René Lévesque, qui dormait ailleurs. Le lendemain, qualifiant cet acte comme en étant un de trahison, le représentant des Québécois a refusé de ratifier le document. En 1987, le gouvernement fédéral de Brian Mulroney tente de passer l’accord du lac Meech, une entente visant à modifier la Constitution canadienne, à renforcer les pouvoirs fédéraux et à affirmer que le Québec est une société distincte. L’accord échoue et est perçu par les Québécois comme un rejet de la part des anglophones. Brian Mulroney essaye ensuite, en 1992, de modifier de nouveau la constitution grâce à l’accord de Charlottetown, qui veut décentraliser les pouvoirs fédéraux, accorder au Québec un statut de société distincte, agir sur la question de l’autodétermination des nations autochtones et réformer des institutions politiques. Le projet est rejeté dans un référendum canadien.
Nul gouvernement québécois subséquent ne ratifie le texte, cela malgré une tentative du gouvernement de Philippe Couillard en 2017. Celui-ci propose alors de relancer la discussion constitutionnelle au Canada afin d’inclure le Québec. Justin Trudeau refuse et qualifie le débat de distraction. Selon Christian Lapointe, la constitution proposée par le projet Constituons! exprime la volonté citoyenne d’affirmer sa souveraineté sans toutefois déclarer l’indépendance, pour bousculer le statu quo.

### L’histoire des peuples autochtones au Canada
Dès les années 1600 en Amérique du Nord, les Européens créent des alliances avec les peuples autochtones afin d’avoir accès à des technologies et à des connaissances cruciales à leur survie. Quelques années plus tard, des missionnaires européens arrivent avec l’objectif de convertir les communautés autochtones au catholicisme. Les guerres suivent rapidement, qu’elles opposent les colonisateurs aux colonisés ou les colonisateurs entre eux avec leurs alliés autochtones respectifs. En 1876, la Loi sur les Indiens permet au gouvernement du Canada de faciliter l’assimilation via une surveillance économique, sociale et politique des Premières Nations. En 1883, les pensionnats chrétiens sont officiellement autorisés par John A. Macdonald, alors premier ministre. Le Canada souhaite inciter les membres des Premières Nations à délaisser leur culture pour intégrer les valeurs euro-canadiennes à la place.
Les communautés autochtones et leurs alliés dénoncent la maltraitance qui leur a été infligée. En 2015, la juge en chef de la Cour Suprême du Canada affirme que les efforts répétés d’assimilation peuvent être qualifiés de « génocide culturel ». Un an plus tard, le Canada signe la Déclaration sur les droits des peuples autochtones de l’ONU. La sensibilisation pour la réconciliation et la réparation passe notamment par la reconnaissance des conséquences désastreuses de la colonisation, du mépris et du déni que le gouvernement canadien a longtemps perpétué. Constituons! se veut être une œuvre qui s’inscrit dans des tentatives de réconciliation contemporaines, cherchant à inclure les Premières Nations tant dans l’écriture que dans l’approbation dans le processus identitaire qu'est la conception d'une constitution québécoise.

## Citations
« Le Québec est une enclave. Le Québec est l’un des rares endroits en Occident à ne pas être doté d’une loi fondamentale. Bien qu’au regard du droit britannique la Constitution canadienne s’applique au Québec (même si le Québec ne l’a pas ratifiée), cette absence d’adhésion formelle du Québec à la Constitution canadienne nous offre une opportunité inouïe et ce, dans le cadre même de nos pouvoirs actuels. Nous disposons, nous les québécoises et les québécois, d’une occasion rare soit celle de faire rédiger notre constitution from scratch, par des citoyennes et des citoyens tirés au hasard et représentatifs de la démographie de la société québécoise. Au 21e siècle, peu de nations ou d’états disposent d’une telle opportunité. C’est après moult efforts ardents que la réalisation de cet événement - jamais vu dans l’histoire politique du Québec - voit le jour par le truchement du théâtre. Quelles surprises nous réserve encore cet art! Il ne sera pas simple de rendre compte en deux heures de cette vaste aventure s’échelonnant sur plusieurs années mais nous le ferons avec vigueur, un brin de légèreté et cet humour particulier qui permet d’aborder tous les sujets! » 
— Christian Lapointe, Centre du théâtre d'aujourd'hui.

À la question: « Quelle rencontre t’a le plus surpris lors de la tournée? »
« (...) Un soir, ça a eu lieu ici, au Périscope, et c’était très intéressant de voir Sol Zanetti - qui est un élu de Québec solidaire, donc une personne qu’on s’imagine qui est naturellement plutôt à gauche - être assis à la même table qu’un homme avec une calotte « Trump 2020 » et de discuter de droits fondamentaux pis d’enjeux de société. Donc ça, j’ai trouvé que c’était une belle image de comment l’art peut amener des gens qui sont campés dans des positions différentes à se rencontrer pis à dialoguer. »
— Christian Lapointe, entrevue avec le Théâtre Périscope. 
« Je crois que l’Assemblée a une occasion unique de se saisir de ce projet de constitution citoyenne. Ces 42 citoyens ont réussi à élaborer un texte qui reflète très bien ce qu’est une constitution. On dit que c’est le miroir d’une société ou l’âme d’un peuple, et je crois qu’ils ont fait un travail exemplaire dans le débat et le respect de l’autre pour rédiger et adopter cette loi fondamentale. »
— Daniel Turp, La Presse
« À la fois réjouis et assommés, repus et affamés, c’est abasourdis par notre propre ignorance, mais tout de même emballés par le processus ayant mené à la première Constitution québécoise, que nous sortons de la vertigineuse odyssée qu’est Constituons ! »
— Hélène Matte, Inter: Art actuel